# Żebry-Włosty
Żebry-Włosty – część wsi Ołdaki w Polsce, położona w województwie mazowieckim, w powiecie pułtuskim, w gminie Gzy.
W latach 1975–1998 Żebry-Włosty administracyjnie należały do województwa ciechanowskiego.
Miała tu siedzibę Gminna Spółdzielnia ,,Samopomoc Chłopska", zlikwidowana w latach 90. XX w.